# 欲望 (ボブ・ディランのアルバム)
『欲望』（よくぼう、Desire）は、1976年にリリースされたボブ・ディラン17作目のスタジオ・アルバム。ビルボード200チャートで5週連続1位、全英アルバム・チャートで最高3位を記録した。RIAAよりダブル・プラチナ・ディスクに認定されており、ディランのスタジオ・アルバムの中でもベスト・セラーとなったアルバムである。
『ローリング・ストーン』誌が選んだ「オールタイム・グレイテスト・アルバム500」（2012年版）において174位にランクインした。

## 解説

### ハリケーン
ミュージカル『オー!カルカッタ!』のディレクターとして知られるジャック・レヴィを曲作りのパートナーに迎え、多くの楽曲を共作。「ハリケーン」は殺人の冤罪で投獄されたボクサー、ルービン・ハリケーン・カーターの無実を訴えたプロテストソングであり、「ジョーイー」は1972年にニューヨークで殺されたマフィアのジョーイ・ギャロの追悼歌であるがギャロ本人とディランには面識はなかった。
「ハリケーン」は1975年7月には一度完成するが、弁護士から事実誤認を指摘されたため、10月24日に歌詞を直して再レコーディングし、11月には早くも先行シングルとして発表。なお、カーターは一旦釈放されたものの再び投獄。1988年に釈放され、カーターの半生を元にした映画『ザ・ハリケーン』（1999年公開）では、本作収録の「ハリケーン」がサウンドトラックで使用された。

### レコーディング
このアルバムの制作開始にあたって、ディランはその当時、有名無名を問わずニューヨークにいたミュージシャンに片っ端から声をかけスタジオにつれていった。エリック・クラプトンの証言によると、スタジオは人であふれかえり混乱を極め、参加を見合わせざるをえなかった、とのことであった。レコーディングのやり方に対しては、エミルー・ハリスらがこう証言している。「ディランのレコーディングには楽譜もリードシートもない。キーはおろか、曲名さえ知らされない。それで私達はディランがおもむろにギターを弾き歌い始めると、彼の手元と唇の動きに最大限の注意を払い、合わせていかなければならない。なぜならそれが後にも先にも一回きりのレコーディングになるかもしれないからだ。」
結局、エリック・クラプトン、ココモ、ロジャー・マッギンといった有名どころは参加を見合わせ、残ったメンバーは、デビュー間もないエミルー・ハリス以外はすべて無名ミュージシャンばかりになった。しかし、残ったメンバーのロブ・ストーナー、スティーヴン・ソールズ、スカーレット・リヴェラらが醸し出す、ラグタイムとラテンミュージックを掛け合わせたような一種独特のサウンドは受け入れられ、アルバムはディラン最大のヒットを記録。メンバーにもそれぞれレコーディングの機会が与えられることとなった。
なお、本作のレコーディングが終了すると、このメンバー達を母体として「ローリング・サンダー・レヴュー」のハウスバンド「Guam」が結成され、ツアーと映画撮影を行った。

### エミルー・ハリスのブレイク
このアルバムに参加することによって、最も恩恵を受けたのがエミルー・ハリスである。同年発表のセカンド・アルバム『エリート・ホテル』が初チャートインし、同時に旧譜であるファースト・アルバム『ピーセス・オブ・ザ・スカイ』もチャートインする。さらに、そのアルバムに収録されていた「Boulder To Birmingham」がジョーン・バエズやスターランド・ヴォーカル・バンドにも取り上げられ、スタンダード・ナンバーとなる。
エミルーは、ザ・バンドの解散コンサートアルバム『ラスト・ワルツ』のスタジオ録音曲（1978年）にも参加。その後もロイ・オービソン、ダン・フォーゲルバーグ、ドリー・パートン、リンダ・ロンシュタットらのレコーディングに参加するなど順調にキャリアを重ね、カントリー界の大御所的存在となっていった。

### 影響
アルバムは、ニューヨークのフリー・ペーパー新聞『The Village Voice』紙の1976年  Pazz & Jop Critics Poll アルバム批評家投票で第26位となった。
オーストラリアのケント・ミュージック・レポート・チャートで1位を記録した。

## 収録曲
特記なき楽曲は、ボブ・ディランとジャック・レヴィの共作

### Side 1
1. ハリケーン - Hurricane – 8:33
2. イシス - Isis – 6:58
3. モザンビーク - Mozambique – 3:00
4. コーヒーもう一杯 - One More Cup of Coffee (Valley Below) – 3:43
  - 作詞・作曲: ディラン
5. オー，シスター - Oh, Sister – 4:05

### Side 2
1. ジョーイー - Joey – 11:05
2. ドゥランゴのロマンス - Romance in Durango – 5:50
3. ブラック・ダイアモンド湾 - Black Diamond Bay – 7:30
4. サラ - Sara – 5:29
  - 作詞・作曲: ディラン

## アウトテイク
1975年7月3日に録音された「アバンダンド・ラヴ」が『バイオグラフ』（1985年）に、7月28日に録音された「キャットフィッシュ」と7月30日に録音された「ゴールデン・ルーム」が『ブートレッグ・シリーズ第1～3集』（1991年）に収録されている。
「リタ・メイ」は1977年、「メンフィス・ブルース・アゲイン」とのカップリングでシングル・リリースされた。

## パーソネル

### 参加ミュージシャン
- ボブ・ディラン - ボーカル、リズム・ギター、ハーモニカ、ピアノ「イシス」
- Scarlet Rivera – ヴァイオリン
- Howard Wyeth – ドラムス、ピアノ
- Dominic Cortese – アコーディオン、マンドリン
- Vincent Bell – bellzouki
- Rob Stoner – ベース・ギター、バック・ボーカル
- エミルー・ハリス – バック・ボーカル
- Ronee Blakley – バック・ボーカル「ハリケーン」
- Steven Soles – バック・ボーカル「ハリケーン」
- Luther Rix - コンガ「ハリケーン」

### 制作スタッフ
- Don DeVito – プロデューサー
- Luther Rix – コンダクター
- Stan Kalina – マスタリング
- Don Meehan – エンジニア
- Lou Waxman – レコーディング・ディレクター
- Ruth Bernal – カバー・フォトグラフィ
- Ken Regan – カバー・アート
- John Berg – カバー・デザイン

## リリース
日本
2004年、再発CDがオリコン・チャートで最高263位を記録した。
| 日付           | レーベル  | 規格        | カタログ番号 | 付記                                                                |
| -------------- | --------- | ----------- | ------------ | ------------------------------------------------------------------- |
| 1976年         | CBSソニー | LP          | SOPO-116     |                                                                     |
|                | CBSソニー | LP          | 25AP 289     |                                                                     |
|                | CBSソニー | カセット    | 25KP 246     |                                                                     |
| 1985年4月1日   | CBSソニー | CD          | 30DP 307     |                                                                     |
| 1991年12月1日  | ソニー    | CD          | SRCS 6168    | NICE PRICE LINE                                                     |
| 2003年11月19日 | ソニー    | SACD HYBRID | MHCP-10011   | デジタル・リマスター                                                |
| 2004年9月23日  | ソニー    | CD          | MHCP-378     | 2003年デジタル・リマスター、紙ジャケ、完全生産限定盤、オリコン263位 |
| 2005年9月21日  | ソニー    | CD          | MHCP-812     | 2003年デジタル・リマスター                                          |
| 2009年9月30日  | ソニー    | Blu-spec CD | SICP-20229   |                                                                     |